# Vyšná Pisaná
Vyšná Pisaná és un poble i municipi d'Eslovàquia. Es troba a la regió de Prešov, al nord del país.

## Història
La primera referència escrita de la vila data del 1573.

## Demografia
| Godina             | 1994 | 2004    | 2014   | 2024   |
| ------------------ | ---- | ------- | ------ | ------ |
| Nombre de persones | 61   | 81      | 73     | 74     |
| Diferència         |      | +32,78% | −9,87% | +1,36% |

| Godina             | 2023 | 2024   |
| ------------------ | ---- | ------ |
| Nombre de persones | 75   | 74     |
| Diferència         |      | −1,33% |